# Stadtreparatur
Stadtreparatur ist ein Begriff aus der Stadtplanung, Stadterneuerung, Planungstheorie und städtebaulichen  Denkmalpflege. Anknüpfend an den Begriff Reparatur bezeichnet er städtebauliche und architektonische Maßnahmen, die darauf gerichtet sind, beschädigte oder untergegangene Stadtstrukturen in Funktionsgefüge, Figuration, Proportion, Raumwirkung und äußerem Erscheinungsbild (Stadtbild) „behutsam“ zu ergänzen bzw. „kritisch“ wiederherzustellen. Ziel ist dabei seltener die identische Rekonstruktion, sondern zumeist die Nachbildung von bedeutenden Merkmalen der historischen Stadtstruktur, oft mittels moderner Techniken, Formen und Materialien, sowie die Ergänzung und Entwicklung der Stadtstruktur unter kritischer Würdigung des historischen Befundes und aktueller Anforderungen. Anknüpfend an den Begriff Rekonstruktion wird synonym häufig von kritischer Rekonstruktion gesprochen, gelegentlich auch von Stadtrekonstruktion.

## Entstehung

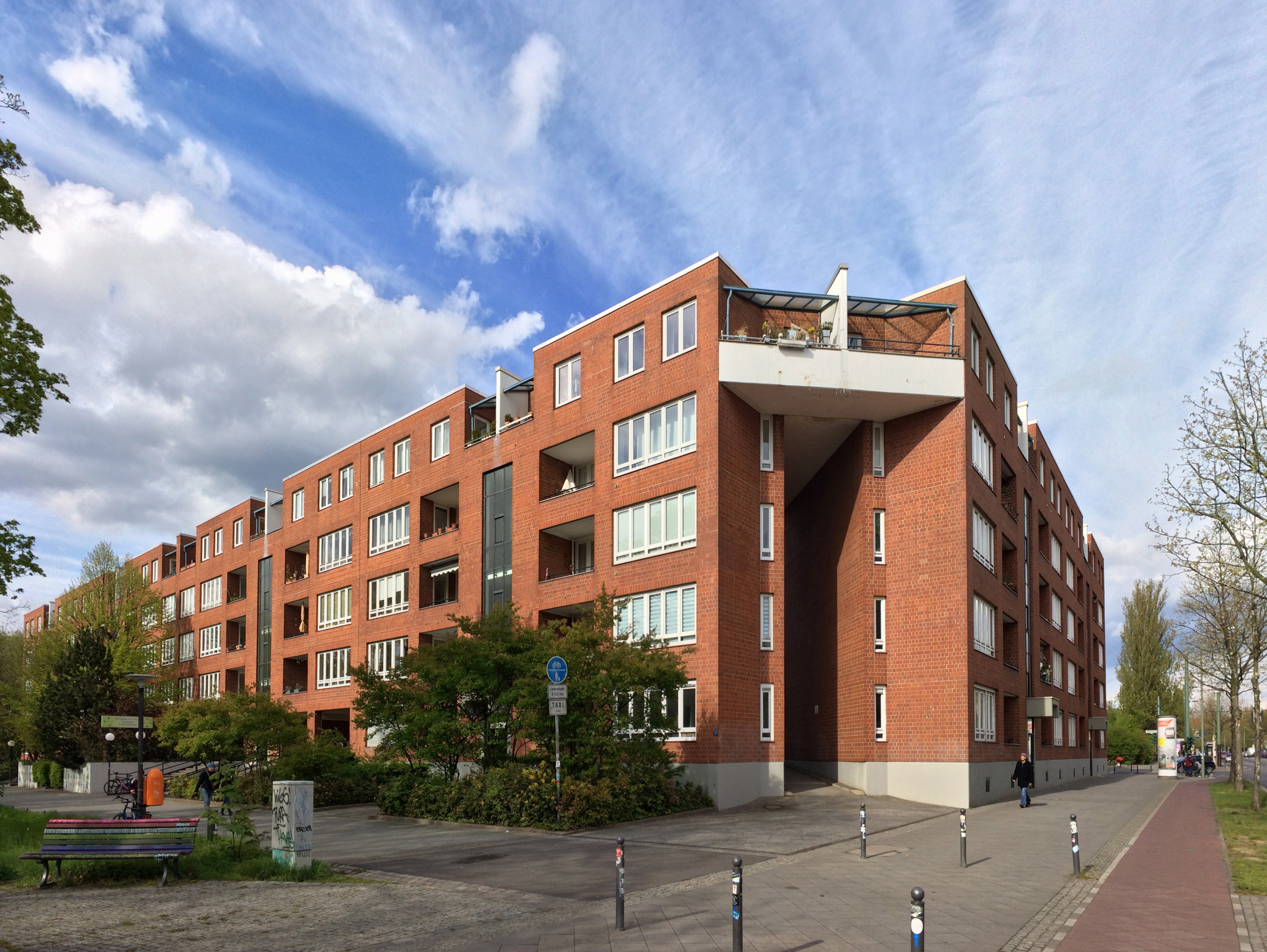
Wohnbebauung Vinetaplatz, Bernauer Straße, 1971–1978, Josef Paul Kleihues, Manfred Schonlau, Berlin-Wedding – Wiederherstellung der Figur eines früheren Baublocks in Blockrandbebauung als Prototyp der Kritischen Rekonstruktion der Stadt

Der Begriff entstand in den 1970er Jahren im Zusammenhang mit der Politik der Stadtentwicklung in West-Berlin. Er bedeutete einen Paradigmenwechsel – weg von den städtebaulichen Leitbildern der autogerechten Stadt, der Flächensanierung und des Baus von Großwohnsiedlungen im Sinne der Charta von Athen und hin zu den Konzepten der „Kritischen Rekonstruktion“ und der „Behutsamen Stadterneuerung“. Diese Konzepte wurden zu Beginn der 1970er Jahre von Josef Paul Kleihues bzw. Hardt-Waltherr Hämer geprägt. Als beispielgebende Muster der Bewahrung, Erneuerung und Fortentwicklung der historischen „Mietskasernenstadt“ realisierten bzw. ergänzten sie ab der Mitte der 1970er Jahre Baublöcke am Vinetaplatz (Sanierungsgebiet Wedding-Brunnenstraße) und Klausenerplatz (Charlottenburg). Die Projekte wurden vielfach publiziert und diskutiert. Durch ihre Urbanität und ihren rücksichtsvollen Umgang mit der historischen Stadtstruktur waren sie wegweisend, insbesondere für die Stadterneuerung Berlins.
1977 griffen Josef Paul Kleihues und der Publizist Wolf Jobst Siedler direkt in die Auseinandersetzung um die Gestaltung einer zukünftigen Internationalen Bauausstellung in Berlin ein und forderten in der Berliner Morgenpost „eine integrierte Ausstellung, die sich mit dem vorhandenen urbanen Gefüge auseinandersetzen sollte, um es zu restaurieren, zu reparieren und zu ergänzen“. Unter Verwendung des Begriffs „Stadtreparatur“ griff der Architekturkritiker Manfred Sack diesen Ansatz lobend in einem Artikel auf, der am 11. März 1977 in der Wochenzeitung Die Zeit erschien, und machte ihn so einem größeren Leserkreis zugänglich.